# Begur Amanikere, Kunigal
Begur Amanikere là một làng thuộc tehsil Kunigal, huyện Tumkur, bang Karnataka, Ấn Độ.